# Davide Mazzocco
Davide Mazzocco (Feltre, 6 ottobre 1995) è un calciatore italiano, centrocampista della Dolomiti Bellunesi.

## Caratteristiche tecniche
È un centrocampista centrale.

## Carriera
Cresciuto nel settore giovanile del Padova, ha esordito in prima squadra il 13 settembre 2015 disputando l'incontro di Serie C vinto 2-0 contro il Pro Piacenza.
Il 4 luglio 2019 è stato acquistato dalla SPAL che lo ha contestualmente ceduto in prestito al Pordenone per la stagione 2019-2020 e alla Virtus Entella per quella successiva.
Il 31 agosto 2021 rescinde il proprio contratto con la SPAL, per poi accasarsi al Cittadella.
Il 19 gennaio 2023 passa a titolo definitivo all'Avellino.
Il 22 gennaio 2024 viene ceduto in prestito al Latina.
A fine prestito fa ritorno all'Avellino, con cui rescinde il contratto il 22 agosto 2024; contestualmente si accasa al Foggia.

## Statistiche

### Presenze e reti nei club
Statistiche aggiornate al 17 maggio 2025.
| Stagione          | Squadra           | Campionato        | Campionato | Campionato | Coppe nazionali | Coppe nazionali | Coppe nazionali | Coppe continentali | Coppe continentali | Coppe continentali | Altre coppe | Altre coppe | Altre coppe | Totale | Totale |
| Stagione          | Squadra           | Comp              | Pres       | Reti       | Comp            | Pres            | Reti            | Comp               | Pres               | Reti               | Comp        | Pres        | Reti        | Pres   | Reti   |
| ----------------- | ----------------- | ----------------- | ---------- | ---------- | --------------- | --------------- | --------------- | ------------------ | ------------------ | ------------------ | ----------- | ----------- | ----------- | ------ | ------ |
| 2014-2015         | Padova            | D                 | 24         | 3          | CI              | 0               | 0               | -                  | -                  | -                  | -           | -           | -           | 24     | 3      |
| 2015-2016         | Padova            | LP                | 25         | 0          | CI-LP           | 1               | 0               | -                  | -                  | -                  | -           | -           | -           | 26     | 0      |
| 2016-2017         | Padova            | LP                | 35         | 1          | CI+CI-LP        | 0+3             | 0+1             | -                  | -                  | -                  | -           | -           | -           | 38     | 2      |
| 2017-2018         | Padova            | C                 | 10         | 1          | CI+CI-C         | 2+2             | 0+1             | -                  | -                  | -                  | -           | -           | -           | 14     | 2      |
| 2018-2019         | Padova            | B                 | 17         | 4          | CI              | 2               | 0               | -                  | -                  | -                  | -           | -           | -           | 19     | 4      |
| Totale Padova     | Totale Padova     | Totale Padova     | 111        | 9          |                 | 10              | 2               |                    | -                  | -                  |             | -           | -           | 120    | 11     |
| 2019-2020         | Pordenone         | B                 | 25+2       | 3          | CI              | 1               | 0               | -                  | -                  | -                  | -           | -           | -           | 28     | 3      |
| 2020-2021         | Virtus Entella    | B                 | 14         | 0          | CI              | 2               | 0               | -                  | -                  | -                  | -           | -           | -           | 16     | 0      |
| 2021-2022         | Cittadella        | B                 | 22         | 1          | CI              | 1               | 0               |                    | -                  | -                  |             | -           | -           | 23     | 1      |
| 2022-gen. 2023    | Cittadella        | B                 | 10         | 0          | CI              | .0              | 0               |                    | -                  | -                  |             | -           | -           | 10     | 0      |
| Totale Cittadella | Totale Cittadella | Totale Cittadella | 32         | 1          |                 | 1               | 0               |                    | -                  | -                  |             | -           | -           | 33     | 1      |
| gen.-giu. 2023    | Avellino          | C                 | 13         | 1          | CI-C            | 0               | 0               | -                  | -                  | -                  | -           | -           | -           | 13     | 1      |
| 2023-gen. 2024    | Avellino          | C                 | 0          | 0          | CI-C            | 4               | 0               | -                  | -                  | -                  | -           | -           | -           | 4      | 0      |
| Totale Avellino   | Totale Avellino   | Totale Avellino   | 13         | 1          |                 | 4               | 0               |                    | -                  | -                  |             | -           | -           | 17     | 1      |
| gen.-giu. 2024    | Latina            | C                 | 13         | 2          | CI-C            | 0               | 0               | -                  | -                  | -                  | -           | -           | -           | 13     | 2      |
| 2024-2025         | Foggia            | C                 | 22+2       | 3          | CI+CI-C         | 0               | 0               | -                  | -                  | -                  | -           | -           | -           | 24     | 3      |
| Totale carriera   | Totale carriera   | Totale carriera   | 210+4      | 16         |                 | 18              | 2               |                    | -                  | -                  |             | -           | -           | 231    | 18     |

## Palmarès

### Club

#### Competizioni nazionali
- Serie D: 1

Padova: 2014-2015 (girone C)
- Serie C: 1

Padova: 2017-2018 (girone B)
- Supercoppa di Serie C: 1

Padova: 2018